# Nanthesan
Nanthesan (auch Nanthasaen, voller Thronname Somdet Brhat Chao Anandasena Bungmalaya Chandapuri Sri Sadhana Kanayudha Visudhirattana Rajadhanipuri Rama Lan Xang Krum Klao; * im 18. Jahrhundert in Vientiane; † Juni/Juli 1795 ebenda) war zwischen 1781 und 1795 König des laotischen Reiches Vientiane, eines der Nachfolgereiche von Lan Xang.

## Leben
Nanthesan war der älteste Sohn von König Bunsan (reg. 1767 bis 1779 und 1780 bis 1781) und wurde im Palast ausgebildet. Er diente während der Invasion Siams 1778/79 als Kommandeur der königlichen Armee. Nach der Niederlage Vientianes wurde Nanthesan als Gefangener nach Thonburi gebracht. Nachdem König Bunsan am 28. November 1781 gestorben war, setzte ihn der siamesische König Taksin auf den Thron von Vientiane. Nanthesan wurde 1782 gekrönt.
Spät im Jahr 1794 griffen die Siamesen Vientiane erneut an, setzten Nanthesan ab und schafften ihn im Januar 1795 nach Bangkok, wo er im Juni oder Juli desselben Jahres starb. Zu seinem Nachfolger bestimmte König Rama I. seinen jüngeren Bruder Inthavong Setthathirath III.